# Manu Ginóbili
Emanuel 'Manu' David Ginóbili (Bahía Blanca, 28 de julho de 1977) é um ex-basquetebolista argentino que atuava como ala-armador. Defendeu por dezesseis anos a equipe do San Antonio Spurs. É um dos dois únicos jogadores a possuírem títulos da NBA, da Euroliga e dos Jogos Olímpicos (o outro é Bill Bradley). É considerado por muitos um dos melhores estrangeiros da história da NBA e um dos maiores jogadores latino-americanos de todos os tempos. Em setembro de 2022 foi introduzido no Hall da Fama do Basquetebol.
Atuando na NBA, Ginóbili formou o "Big Three" dos Spurs – único clube que defendeu na liga americana – ao lado de Tony Parker e Tim Duncan, sendo quatro vezes campeão da competição (2003, 2005, 2007 e 2014). Durante a carreira, foi escolhido duas vezes para o NBA All Star Game (2005 e 2011) e eleito o Sexto Homem do Ano em 2008.
Pela Seleção Argentina, foi o MVP dos Jogos Olímpicos de Verão de 2004, liderando a equipe na conquista da medalha de ouro. Faz parte do seleto grupo de atletas que conquistaram o título olímpico e a NBA no mesmo ano, ao lado de Michael Jordan, Scottie Pippen, LeBron James e Kyrie Irving. Foi também medalhista de bronze em 2008 e possui um vice-campeonato mundial em 2002.
O que Ginóbili representou para o esporte pode muito bem ser traduzido nas palavras de Gustavo Faldon, da ESPN Brasil:
| “ | Ginóbili conseguiu o que nem Maradona e Messi conseguiram: ter o carinho dos brasileiros. Enquanto Maradona e Messi, por diversos motivos até fora de campo, despertam a ira dos torcedores brasileiros na maior rivalidade da América do Sul, é difícil, quase impossível, ver alguém com o mesmo sentimento perante Ginóbili. Se algum brasileiro tem ódio ou aversão a Manu Ginóbili, certamente ignorante no basquete ele é. E olha que o ala argentino foi carrasco do Brasil em duas situações decisivas, nas Olimpíadas de 2012 e na de 2016. | ” |

## Carreira

### Primeiros clubes, Draft e Euroliga (1999–2002)
Os primeiros anos de Manu Ginóbili como atleta profissional de basquete foram na própria Argentina. Em 1995 e 1996, defendeu o Andino Sport Club, de La Rioja. No ano seguinte, se transferiu para o Estudiantes, clube da sua cidade natal, Bahía Blanca, onde ficou até 1998. Logo depois, mudou-se para a Europa, ajudando o Viola Reggio Calabria a subir para a elite do basquete italiano.
Em 1999, inscreveu-se no Draft da NBA e foi escolhido na 57ª posição pelo San Antonio Spurs. Contudo, não assinou com a equipe texana e voltou à Itália para defender o Virtus Bologna. Por lá, venceu a Euroliga em 2001, sendo escolhido o MVP. Foi também campeão italiano, sendo MVP em duas edições (2001 e 2002), e participou três vezes do All-Star Game da competição.

### San Antonio Spurs (2002–2018)

#### Títulos, "Big Three" e premiações
Após o sucesso na Europa, Ginóbili assinou com o San Antonio Spurs, estreando na temporada 2002–03 e já conquistando o primeiro título. Foi escolhido para o segunda unidade do NBA All-Rookie Team, mesmo sendo reserva de Steve Smith (disputou apenas cinco partidas como titular). O título rendeu a Manu Ginóbili o prêmio Olimpia de Oro (concedido ao melhor atleta argentino do ano) pela primeira vez.
A primeira temporada como titular veio em 2004–05, quando conquistou o seu segundo título. Ginóbili iniciou as 74 partidas em que atuou na temporada regular e foi escolhido pela primeira vez para o NBA All-Star Game. Teve também o melhor desempenho da carreira em playoffs. Terminou o ano recebendo novamente o Olimpia de Oro, sendo o primeiro atleta a ser escolhido por dois anos consecutivos.
O terceiro título de Ginóbili na NBA aconteceu em 2007. No entanto, o argentino começou como titular apenas 36 jogos na temporada regular, participando ativamente da segunda unidade. Tal posição foi mantida e o bom desempenho fez com que ele fosse escolhido o Sixth Man Of The Year em 2008. Ginóbili também foi nomeado para o All-NBA Third Team no mesmo ano.
Em 2011, Manu voltou a ser titular, iniciando 79 dos 80 jogos que disputou na temporada regular. Apontado como um dos principais jogadores do time, foi candidato a MVP, terminando na oitava posição. No fim, foi escolhido para o NBA All-Star Game e para o All-NBA Third Team, ambos pela segunda vez na carreira.
Ginóbili conquistou o quarto título da NBA em 2014 e ficou em terceiro na votação para Sixth Man Of The Year. Fez história com o "Big Three" formado por ele, Tony Parker e Tim Duncan, que passou a ser o mais vitorioso da história dos playoffs da NBA, superando as 110 vitórias de Magic Johnson, Kareem Abdul-Jabbar e Michael Cooper do Los Angeles Lakers.

### Recordes e aposentadoria
Mesmo na reta final da carreira, Ginóbili seguiu fazendo sucesso. Em 2017, na semifinal da Conferência Oeste contra o Houston Rockets, o argentino deu um toco em James Harden no último segundo e garantiu a classificação à final contra o Golden State Warriors. Na decisão, se tornou o primeiro jogador aos 39 anos a marcar 20 ou mais pontos vindo do banco em um jogo de playoff. Mesmo diante de especulações sobre uma possível aposentadoria, Manu renovou contrato com o San Antonio Spurs por mais dois anos.
Aos 40 anos de idade, Manu Ginóbili teve uma temporada de 2017–18 – a 16ª do argentino – com quebra de recordes. Num jogo contra o Phoenix Suns, foi o jogador mais velho da história da NBA a marcar mais de 20 pontos em menos de 20 minutos. Na partida seguinte, fez 26 pontos, se juntando a Kareem Abdul-Jabbar, Michael Jordan e Robert Parish como únicos jogadores a marcarem mais de 20 pontos em partidas consecutivas com mais de 40 anos. Assumiu ainda a liderança da franquia em roubadas de bola, à frente de David Robinson (1.388).
Ainda em 2018, Ginóbili foi indicado como titular do All-Star Game por decisão popular, terminando como segundo mais votado, atrás apenas de Stephen Curry. No entanto, por decisão de jornalistas especializados, ficou fora e cedeu lugar a James Harden, terceiro colocado. Nas estatísticas, Ginóbili empatou com Shaquille O'Neal na sexta posição dos jogadores que mais disputaram partidas de playoffs da NBA. Também chegou ao terceiro lugar em bolas três pontos convertidas na história dos playoffs, ultrapassando Reggie Miller.
Em 27 de agosto de 2018, Ginóbili anunciou que estava se aposentando do basquete. Foram 23 anos como profissional, sendo 16 nos Spurs da NBA.

## Seleção Nacional

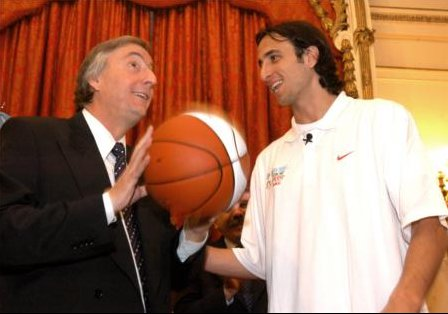
Manu com o ex-presidente da Argentina Néstor Kirchner em 2005

O auge da carreira internacional de Manu Ginóbili veio em 2004, com a conquista dos Jogos Olímpicos. Foi a primeira medalha de ouro no basquete da história da América do Sul, interrompendo uma hegemonia dos Estados Unidos. O título veio com uma vitória por 84 a 69 sobre a Itália na final. Manu Ginóbili liderou a seleção em pontos e assistências, com direito a cesta da vitória no último segundo contra a Sérvia na fase de grupos e, no fim do torneio, foi escolhido o MVP.
Com 29 pontos de Ginóbili, os argentinos venceram os Estados Unidos na semifinal por 89 a 81 e impuseram a primeira derrota da história do basquete norte-americano em Olimpíadas desde o início da participação dos atletas profissionais da NBA. A seleção rival contava com nomes como Allen Iverson, LeBron James e Tim Duncan, seu companheiro de San Antonio Spurs.
Na edição seguinte, em 2008, veio a segunda medalha olímpica de Ginóbili, desta vez de bronze. Eliminado justamente pelos Estados Unidos na semifinal, o time derrotou a Lituânia na decisão do terceiro lugar. Ginóbili, no entanto, não disputou o jogo derradeiro por conta de uma lesão. O ala-armador foi a principal referência em toda a delegação argentina, sendo escolhido inclusive para carregar a bandeira do país durante a cerimônia de abertura.
Manu Ginóbili ainda disputou mais duas vezes os Jogos Olímpicos: 2012, em Londres, e 2016, no Rio de Janeiro. No entanto, não conquistou mais medalhas. O jogador chegou cogitar uma aposentadoria da seleção em 2012, mas decidiu atuar também em 2016. Após a edição do Brasil e a eliminação novamente para os Estados Unidos, Ginóbili anunciou que aquela era sua despedida do time argentino.
Além das Olimpíadas, Ginóbili disputou diversas outras competições com a Argentina no período de 1998, ano de sua primeira convocação, até 2016, na despedida. Foram dois títulos da Copa América (2001 e 2011) e um vice-campeonato do mundo em 2002. Disputou também o Campeonato Mundial de 2006, mas ficou ausente em 2010 por conta do veto por parte do San Antonio Spurs.

## Estatísticas na NBA

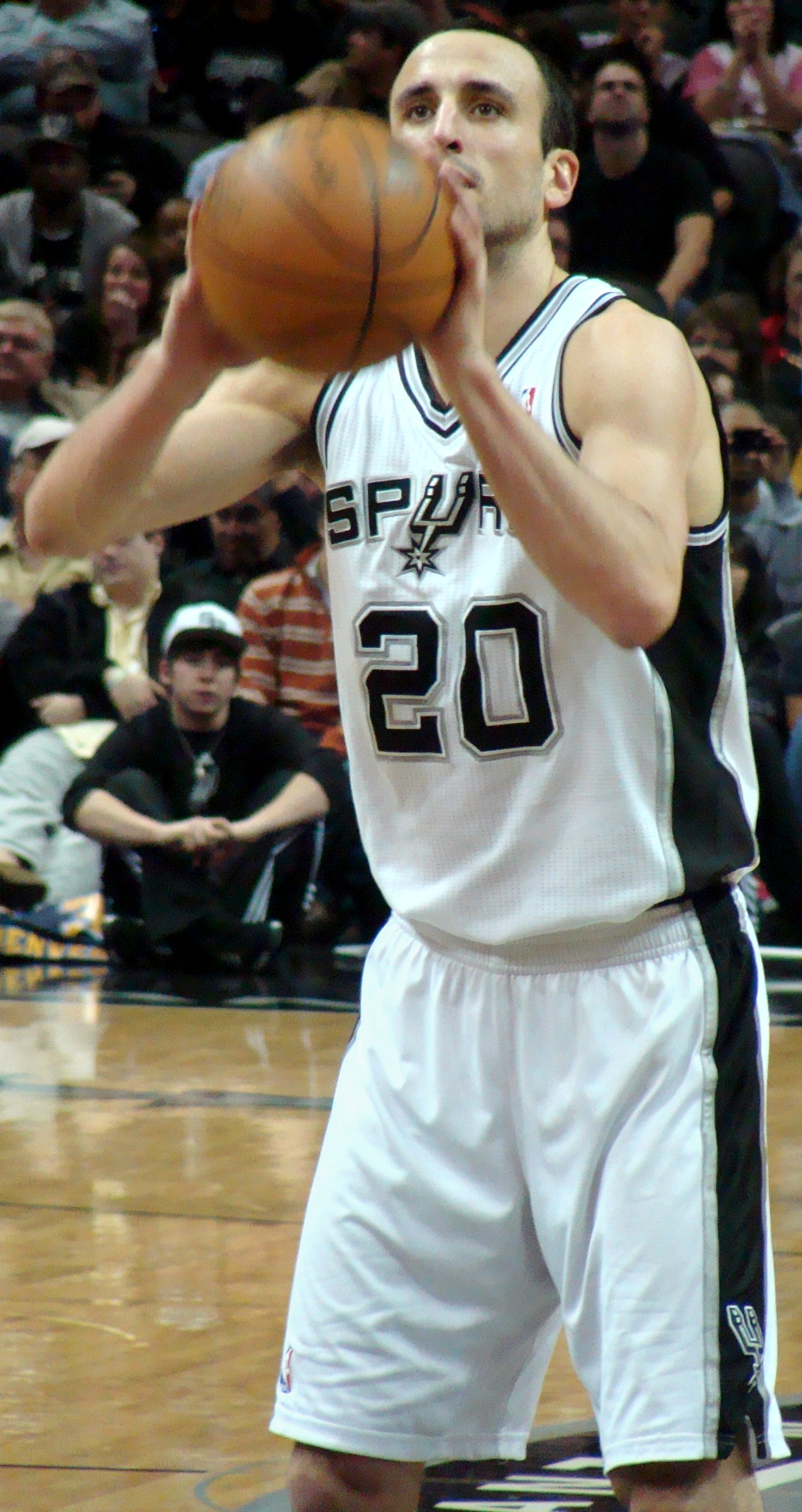
Ginóbili em 2010

|  | Campeão da temporada da NBA |

### Temporada regular
| Ano      | Equipe | PJ   | PT  | MPJ  | AP   | 3P   | LL   | RT  | AS  | BR  | TO  | PPJ  |
| -------- | ------ | ---- | --- | ---- | ---- | ---- | ---- | --- | --- | --- | --- | ---- |
| 2002–03  | Spurs  | 69   | 5   | 20.7 | .438 | .345 | .737 | 2.3 | 2.0 | 1.4 | 0.2 | 7.6  |
| 2003–04  | Spurs  | 77   | 38  | 29.4 | .418 | .359 | .802 | 4.5 | 3.8 | 1.8 | 0.2 | 12.8 |
| 2004–05  | Spurs  | 74   | 74  | 29.6 | .471 | .376 | .803 | 4.4 | 3.9 | 1.6 | 0.4 | 16.0 |
| 2005–06  | Spurs  | 65   | 56  | 27.9 | .462 | .382 | .778 | 3.5 | 3.6 | 1.6 | 0.4 | 15.1 |
| 2006–07  | Spurs  | 75   | 36  | 27.5 | .464 | .396 | .860 | 4.4 | 3.5 | 1.5 | 0.4 | 16.5 |
| 2007–08  | Spurs  | 74   | 23  | 31.0 | .460 | .401 | .860 | 4.8 | 4.5 | 1.5 | 0.4 | 19.5 |
| 2008–09  | Spurs  | 44   | 7   | 26.8 | .454 | .330 | .884 | 4.5 | 3.6 | 1.5 | 0.4 | 15.5 |
| 2009–10  | Spurs  | 75   | 21  | 28.7 | .441 | .377 | .870 | 3.8 | 4.9 | 1.4 | 0.3 | 16.5 |
| 2010–11  | Spurs  | 80   | 79  | 30.3 | .433 | .349 | .871 | 3.7 | 4.9 | 1.5 | 0.4 | 17.4 |
| 2011–12  | Spurs  | 34   | 7   | 23.3 | .526 | .413 | .871 | 3.4 | 4.4 | 0.7 | 0.4 | 12.9 |
| 2012–13  | Spurs  | 60   | 0   | 23.2 | .425 | .353 | .796 | 3.4 | 4.6 | 1.3 | 0.2 | 11.8 |
| 2013–14  | Spurs  | 68   | 3   | 22.8 | .469 | .349 | .851 | 3.0 | 4.3 | 1.0 | 0.3 | 12.3 |
| 2014–15  | Spurs  | 70   | 0   | 22.7 | .426 | .345 | .721 | 3.0 | 4.2 | 1.0 | 0.3 | 10.5 |
| 2015–16  | Spurs  | 58   | 0   | 19.6 | .453 | .391 | .813 | 2.5 | 3.1 | 1.1 | 0.2 | 9.6  |
| 2016–17  | Spurs  | 69   | 0   | 18.7 | .390 | .392 | .804 | 2.3 | 2.7 | 1.2 | 0.2 | 7.5  |
| 2017–18  | Spurs  | 65   | 0   | 20.0 | .434 | .333 | .840 | 2.2 | 2.5 | 0.7 | 0.2 | 8.9  |
| Carreira |        | 1057 | 349 | 25.4 | .447 | .369 | .827 | 3.5 | 3.8 | 1.3 | 0.3 | 13.3 |
| All-Star |        | 2    | 0   | 21.5 | .363 | .000 | .833 | 3.0 | 3.0 | 2.0 | 0.5 | 7.5  |

### Playoffs
| Ano      | Equipe | PJ  | PT | MPJ  | AP   | 3P   | LL   | RT  | AS  | BR  | TO  | PPJ  |
| -------- | ------ | --- | -- | ---- | ---- | ---- | ---- | --- | --- | --- | --- | ---- |
| 2003     | Spurs  | 24  | 0  | 27.5 | .386 | .384 | .757 | 3.8 | 2.9 | 1.7 | 0.4 | 9.4  |
| 2004     | Spurs  | 10  | 0  | 28.0 | .447 | .286 | .818 | 5.3 | 3.1 | 1.7 | 0.1 | 13.0 |
| 2005     | Spurs  | 23  | 15 | 33.6 | .507 | .438 | .795 | 5.8 | 4.2 | 1.2 | 0.3 | 20.8 |
| 2006     | Spurs  | 13  | 11 | 32.8 | .484 | .333 | .839 | 4.5 | 3.0 | 1.5 | 0.5 | 18.4 |
| 2007     | Spurs  | 20  | 0  | 30.1 | .401 | .384 | .836 | 5.5 | 3.7 | 1.7 | 0.2 | 16.7 |
| 2008     | Spurs  | 17  | 6  | 32.9 | .422 | .373 | .896 | 3.8 | 3.9 | 0.6 | 0.3 | 17.8 |
| 2010     | Spurs  | 10  | 10 | 35.2 | .414 | .333 | .866 | 3.7 | 6.0 | 2.6 | 0.2 | 19.4 |
| 2011     | Spurs  | 5   | 5  | 34.8 | .443 | .321 | .780 | 4.0 | 4.2 | 2.6 | 0.6 | 20.6 |
| 2012     | Spurs  | 14  | 2  | 27.9 | .448 | .338 | .857 | 3.5 | 4.0 | 0.7 | 0.3 | 14.4 |
| 2013     | Spurs  | 21  | 3  | 26.7 | .399 | .302 | .738 | 3.7 | 5.0 | 1.1 | 0.3 | 11.5 |
| 2014     | Spurs  | 18  | 0  | 24.6 | .423 | .383 | .859 | 3.3 | 4.1 | 1.7 | 0.1 | 14.3 |
| 2015     | Spurs  | 7   | 0  | 18.7 | .349 | .364 | .783 | 3.4 | 4.6 | 0.6 | 0.9 | 8.0  |
| 2016     | Spurs  | 10  | 0  | 19.2 | .426 | .429 | .783 | 2.7 | 2.5 | 0.8 | 0.3 | 6.7  |
| 2017     | Spurs  | 16  | 1  | 17.8 | .412 | .225 | .739 | 2.4 | 2.4 | 1.0 | 0.1 | 6.6  |
| 2018     | Spurs  | 5   | 0  | 21.4 | .405 | .333 | .818 | 3.0 | 3.2 | 1.4 | 0.2 | 9.0  |
| Carreira |        | 218 | 53 | 27.9 | .433 | .358 | .817 | 4.0 | 3.8 | 1.3 | 0.3 | 14.0 |

## Títulos
- NBA: 2003, 2005, 2007 e 2014
- Olimpíadas:
  -  medalha de ouro: 2004
  -  medalha de bronze: 2008
- FIBA World Championship:
  -  medalha de prata: 2002
- FIBA Américas:
  -  medalha de ouro: 2001 e 2011
  -  medalha de prata: 2003
  -  medalha de bronze: 1999
- Sul-Americano:
  -  medalha de prata: 1999
- Euroliga: 2001
- Liga Italiana: 2001
- Copa da Itália: 2001 e 2002

## Prêmios individuais
- MVP dos Jogos Olímpicos: 2004
- 2x NBA All-Star: 2005 e 2011
- Sexto Homem do Ano na NBA: 2008
- All-NBA Team:
  - terceiro time: 2008 e 2011
- NBA All-Rookie Team:
  - segundo time: 2003
- Prêmio Olimpia de Oro: 2003, 2004
- MVP das Finais da Euroliga: 2001
- 2x All-Tournament Team do Campeonato Mundial: 2002, 2006

- MVP da Copa América: 2001
- All-Tournament Team da Copa América: 2011
- Os 50 Maiores Contribuintes da Euroliga: 2008
- 2× MVP da Liga Italiana: 2001 e 2002
- 3× All-Star da Liga Italiana: 1999, 2000 e 2001
- MVP da Copa da Itália: 2002
- Prêmio Diamond Konex: 2010

### Honrarias
- Introduzido no Hall da Fama do Basquetebol[45]